# Albert-John Cherry
Albert-John Cherry (ur. w XIX wieku, zm. w XX wieku) – brytyjski kolarz torowy, złoty medalista mistrzostw świata.

## Kariera
Największy sukces w karierze Albert-John Cherry osiągnął w 1898 roku, kiedy zdobył złoty medal w wyścigu za startu zatrzymanego amatorów podczas mistrzostw świata w Wiedniu. W zawodach tych wyprzedził bezpośrednio Niemca Gustava Grabena oraz reprezentanta gospodarzy Antona Hunecka. Był to jedyny medal wywalczony przez Cherryąego na międzynarodowej imprezie tej rangi. Brytyjczyk nigdy nie wystartował na igrzyskach olimpijskich. 